# Quebrada Ceiba
Quebrada Ceiba es un barrio ubicado en el municipio de Peñuelas en el estado libre asociado de Puerto Rico. En el Censo de 2010 tenía una población de 4731 habitantes y una densidad poblacional de 471,15 personas por km².

## Geografía
Quebrada Ceiba se encuentra ubicado en las coordenadas 18°4′47″N 66°42′34″O / 18.07972, -66.70944. Según la Oficina del Censo de los Estados Unidos, Quebrada Ceiba tiene una superficie total de 10.04 km², de la cual 10.04 km² corresponden a tierra firme y (0.03%) 0 km² es agua.

## Demografía
Según el censo de 2010, había 4731 personas residiendo en Quebrada Ceiba. La densidad de población era de 471,15 hab./km². De los 4731 habitantes, Quebrada Ceiba estaba compuesto por el 83.79% blancos, el 8.29% eran afroamericanos, el 0.19% eran amerindios, el 0.21% eran asiáticos, el 6.13% eran de otras razas y el 1.4% pertenecían a dos o más razas. Del total de la población el 99.47% eran hispanos o latinos de cualquier raza.